# Edgar Degas
Edgar Degas, rodným jménem Hilaire Germain Edgar de Gas (19. července 1834 Paříž – 27. září 1917 Paříž), byl francouzský malíř, který byl považován za impresionistu, za něhož se ale sám nikdy nepovažoval, i když byl jedním z hlavních iniciátorů impresionistických výstav. Stál mimo impresionistické hnutí a zdráhal se pojem „impresionismus“ vůbec přijmout. Byl zaujatý postavou v pohybu. Proto také, kromě baletek, zobrazoval i koňské dostihy. Aby mohl lépe kreslit postavy s jejich stíny a liniemi, nepoužíval Degas techniky impresionistů. Více než polovina jeho pastelů a olejomaleb zachycuje baletky, které vystupovaly mezi jednotlivými dějstvími v pařížské Opeře. Od sedmdesátých let 19. století kreslil a maloval baletky na jevišti, při zkouškách, v šatnách i ve chvílích odpočinku. Obrazů se zákulisní a intimní tematikou namaloval mnohem víc než těch, které zachycují baletky při představení.

## Život

### Mládí a studia
Hilaire Germain Edgar de Gas se narodil jako nejstarší z pěti dětí. Měl dva bratry, Achilla a Reného, a dvě sestry, Terése a Maguerite. Otec Auguste de Gas byl bankéř a v Paříži reprezentoval finanční zájmy rodinného podniku, založeného v Neapoli Edgarovým dědečkem na počátku 19. století. Edgarova matka, Celestine Mussonová, byla kreolka, pocházela z New Orleans a její rodina zbohatla obchodováním s bavlnou. Celestine zemřela, když bylo Degasovi sotva třináct let. V letech 1845–1853 studoval na Lyceu Ludvíka Velikého. Jeho oblíbenými předměty byly latina, řečtina, dějepis a recitace. Vztah k historii a antice se později projevil i na některých jeho obrazech. Bavilo ho kreslení. Proto mu otec v domě, kde rodina bydlela, zřídil už roku 1853 ateliér. Po maturitě se v roce 1853 zapsal na právnickou fakultu, nezůstal zde však ani rok. Brzy si uvědomil, že se chce výtvarnému umění věnovat jako svému povolání. Následující tři roky proto strávil studiem malby. Nejprve se zapsal do kurzu, který vedl Felix Joseph Barrias. V jeho ateliéru kopíroval staré mistry, mj. Andreu Mantegnu. Rok nato ho na Barriasovo doporučení přijal Ingresův žák Louis Lamothe, u něhož se Degas zdokonalil v technice kresby. V roce 1855 byl přijat na pařížskou Akademii výtvarného umění, také zde však nezůstal déle než rok. Rozhodl se, že si obzory rozšíří na vlastní pěst.

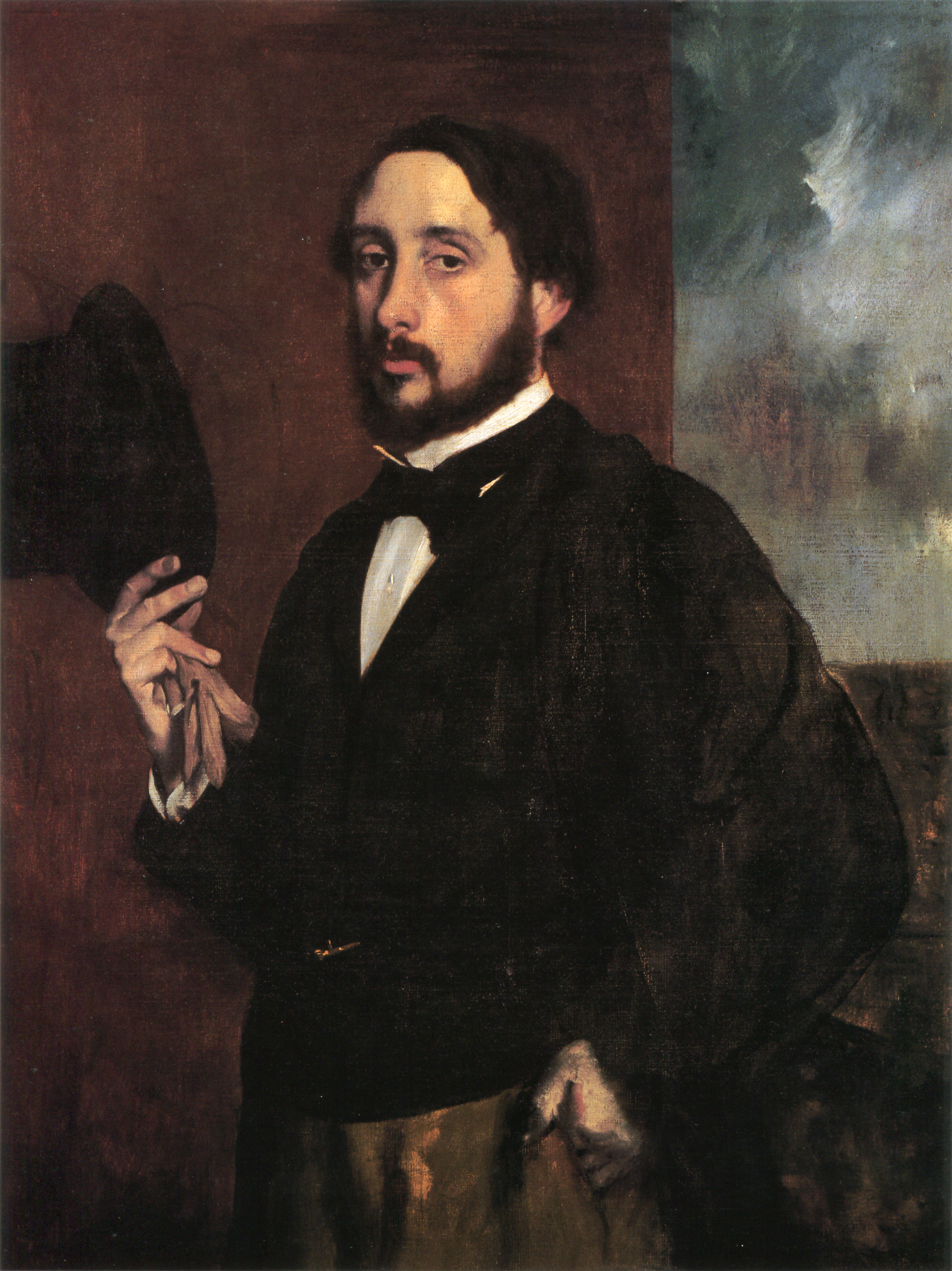
Autoportrét, kolem 1863

Podstatný význam pro jeho umělecký vývoj měl pobyt v Itálii v letech 1856–1859. V červenci 1856 odjel do Neapole, kde žili jeho příbuzní. Příští rok pokračoval do Říma. Zde se spřátelil s Georgesem Bizetem a zejména s malířem Gustavem Moreau, s nímž navštěvoval obrazárny, kde spolu kopírovali díla starých mistrů. V létě 1858 cestoval přes Viterbo, Orvieto, Perugii, Assisi a Arezzo do Florencie. V Assisi byl zaujatý Giottovými freskami. V březnu 1859 se vrátil do Paříže. Svá učednická léta považoval za dokončená.

### Kariéra umělce

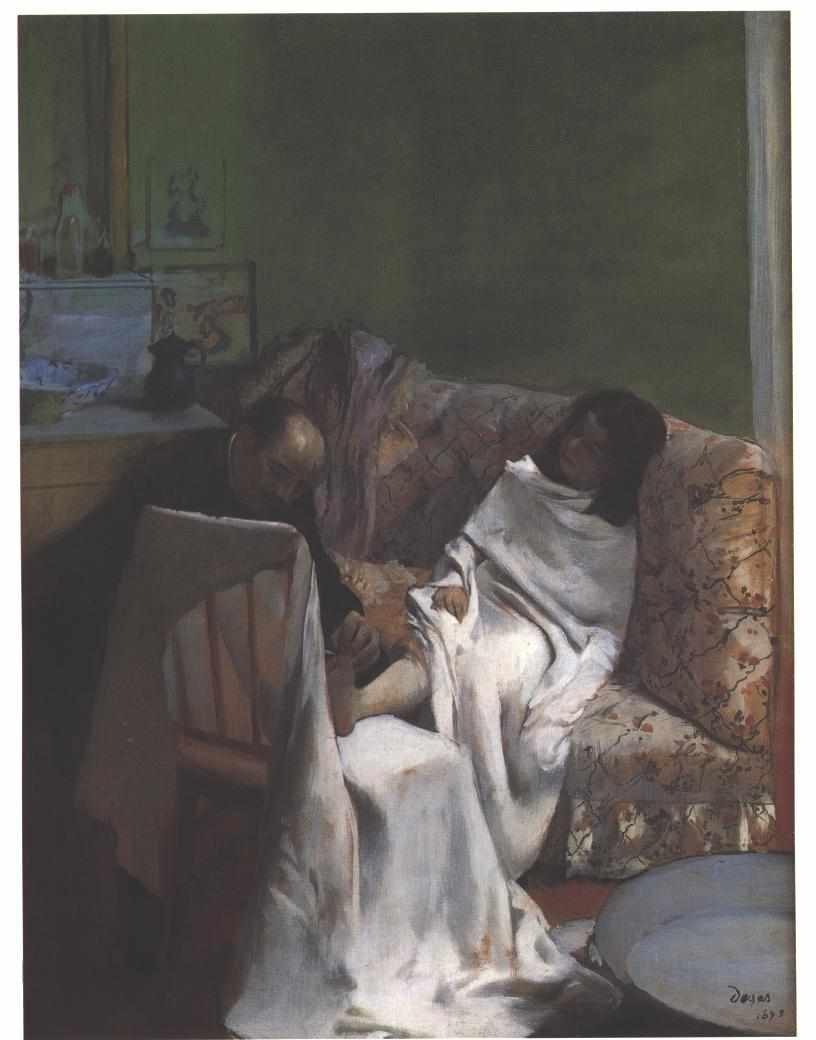
Pedikúra, 1873

Počátkem 60. let pobýval u svého přítele z dětství Paula Valpinçona v Ménil-Hubert-sur-Orne v Normandii. Ale ani zdejší okolí, ani dříve krajina v Itálii v něm neprobudily zájem o přírodu, spíše naopak. V centru Degasova zájmu bylo to, čím nasál v Itálii: malba historických námětů. Ale během návštěvy u Valpinçona v roce 1861 našel téma, jemuž se dlouhodobě věnoval: Začaly vznikat první skici s námětem koňských dostihů.
V roce 1862 navázal přátelství s Édouardem Manetem a s obchodníkem s obrazy Paulem Durand-Ruelem, který do své prodejní galerie nakupoval obrazy impresionistů včetně Degase. Poprvé obeslal Degas renomovaný Pařížský salon roku 1865. Porota přijala jeho obraz Pohromy města Orléansu.
V polovině 60. let také Degas poznal Auguste Renoira, Claude Moneta a další budoucí impresionisty. Roku 1868 navštívil s Manetem Londýn. Léto roku 1869 trávil u moře. Nejprve v Boulogne-sur-Mer a pak opět společně s Manetem v Saint-Valery-en-Caux v Normandii. Pokoušel se zde malovat krajiny, ale zejména se věnoval studiu dostihů. V roce 1869 také navštívil Belgii a naposledy vystavoval v Salonu.

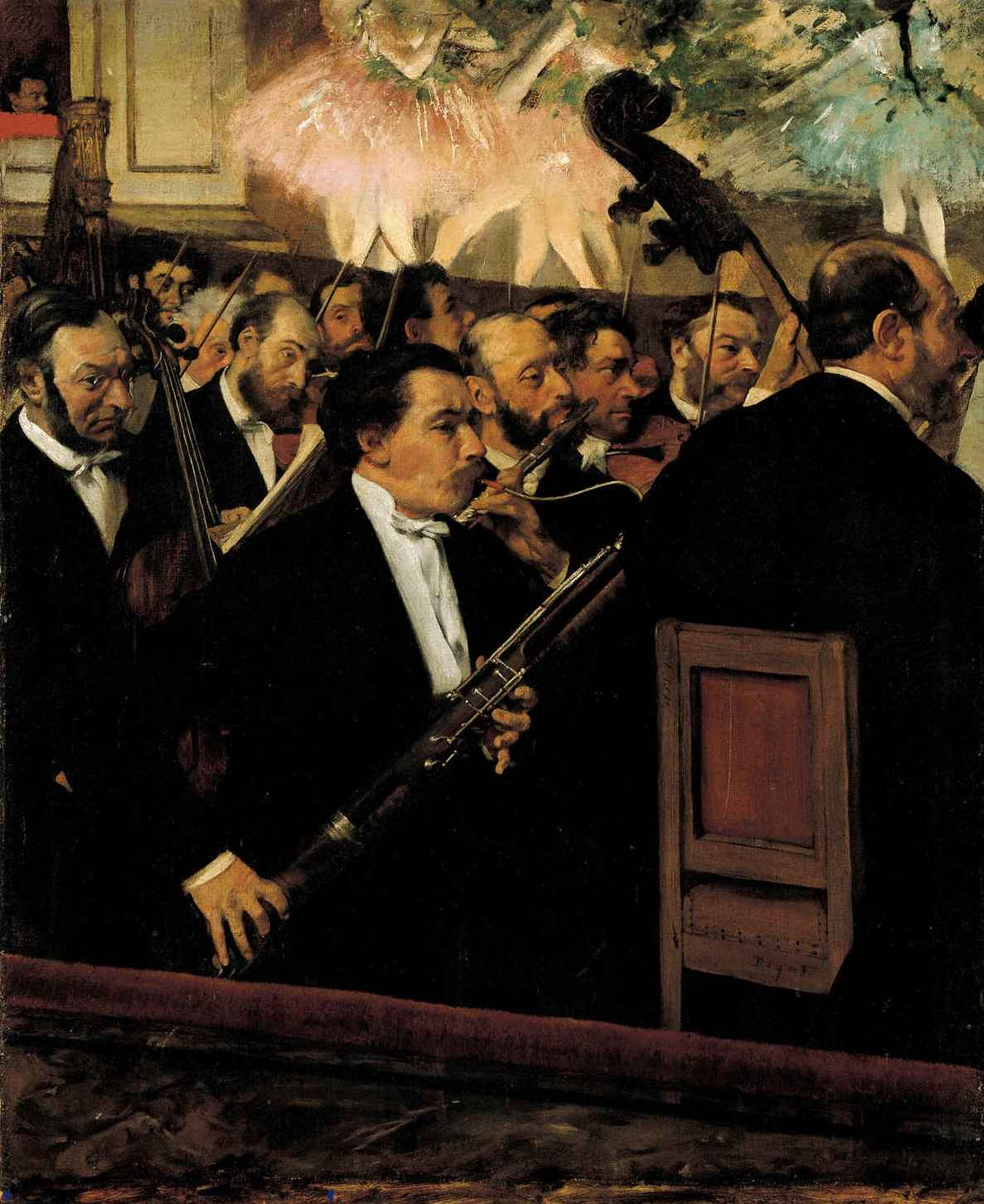
Orchestr v opeře, kolem 1870

 Když v roce 1870 vypukla prusko-francouzská válka, přihlásil se Degas do Národní gardy, která měla za úkol bránit Paříž. Sloužil u dělostřelectva, velitele mu dělal jeho přítel, malíř a sběratel Henri Rouart. Během nácviku střelby se u něj začala projevovat oční choroba. Období Komuny přečkal u Valpinçona v Ménil-Hubert-sur-Orne. Po válce, v roce 1872, se Degas přes Londýn vypravil do New Orleansu, kde jeho strýc vlastnil obchod s bavlnou. Během pěti měsíců amerického pobytu namaloval několik rodinných portrétů a rovněž obraz Kancelář bavlnářského závodu. Dílo v roce 1878 zakoupilo za 2 000 franků Musée des Beaux-Arts v Pau. Byl to první Degasův obraz vystavený v muzeu.
V únoru 1873 se malíř vrátil do Paříže. Jeho obrazy se začínaly prodávat, hlavně prostřednictvím Paula Durand-Ruela. Koncem roku se Degas stal agilním členem nově vzniklého „Sdružení umělců“, které na jaře roku 1874 zorganizovalo výstavu dnes všeobecně známou pod názvem První výstava impresionistů. Degas se na ní zúčastnil deseti pracemi. Kromě toho získal i další vystavující, Itala Giuseppe De Nittise a vikomta Ludovica-Napoléona Lepica. S výjimkou šesté, kdy se nepohodl s pořadateli, Degas obeslal všech osm impresionistických výstav, jež proběhly v letech 1874–1886. Byl členem kroužku výtvarníků, který se scházel v proslulé kavárně Nouvelle Athènes. V roce 1875 opět navštívil Itálii. V polovině 70. let Degas také navázal přátelství s americkou malířkou Mary Cassattovou, jejíž tvorbu ovlivnil.

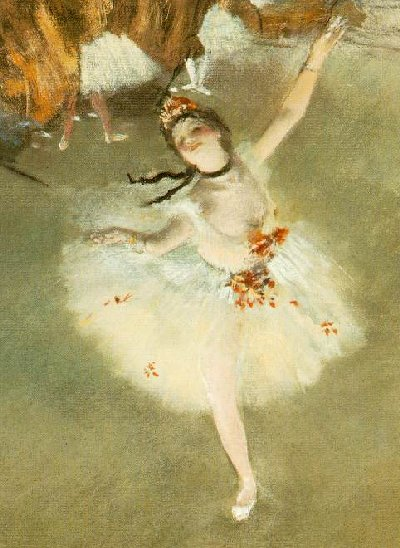
Hvězda, 1876/1877

 V té době se také začal zabývat jinými způsoby výtvarného vyjádření než jen olejomalbou. Vytvářel lepty a monotypy, což je grafická technika, při níž se obraz namaluje na sklo a pak otiskne na papír. Na čtvrté impresionistické výstavě v roce 1879 vystavil kromě maleb i pomalované vějíře. Koncem 70. let také začal experimentovat s fotografií. Svou tvorbu v oblasti plastiky představil na šesté impresionistické výstavě, kde bylo možné vidět sochu Malá tanečnice. A na konci 80. let se začal vyjadřovat i literárně, když začal psát sonety o námětech svých obrazů: o dostizích, tanečnicích, zpěvačkách.
Zájem o Degasovu tvorbu stoupal, a tak v roce 1880 Durand-Ruel zakoupil větší množství jeho obrazů. Část z nich pak v roce 1883 představil v Londýně a New Yorku v rámci výstav, které měly tamní publikum seznámit s tvorbou francouzských impresionistických malířů. Počátkem 80. let se námětem některých Degasových děl staly žehlířky a modistky. Na poslední impresionistické výstavě roku 1886 vzbudily značný zájem jeho akty. Degas si oblíbil Španělsko. V 80. letech je navštívil dvakrát; během té druhé roku 1889 byl i v Maroku.
V roce 1892 mu Durand-Ruel ve své galerii uspořádal teprve první samostatnou výstavu. Počátkem 90. let se Degasovi rapidně zhoršil zrak, v důsledku čehož prakticky zanechal olejomalby. Malíř se postupně stahoval do ústraní. Modeloval sošky z vosku, kreslil pastely a křídou, upravoval své starší práce a sbíral umění. Světovou výstavu 1900 v Paříži obeslal dvěma olejomalbami a pěti pastely. V roce 1911 mu Fogg Art Museum v Cambridge, součást Harvardovy univerzity, uspořádalo druhou samostatnou výstavu za jeho života. V té době už téměř slepý Degas s uměleckou činností skončil.
V roce 1912, po smrti přítele Rouarta a hospodyně Zoe, byl nakonec kvůli demolici domu nucen přestěhovat se ze svého ateliéru, kde žil posledních dvacet let, na bulvár de Clichy, kde si těžko zvykal. Zcela nevidomý a částečně hluchý 27. září 1917 zemřel. Je pochován v rodinné hrobce na pařížském hřbitově Montmartre.

## Dílo

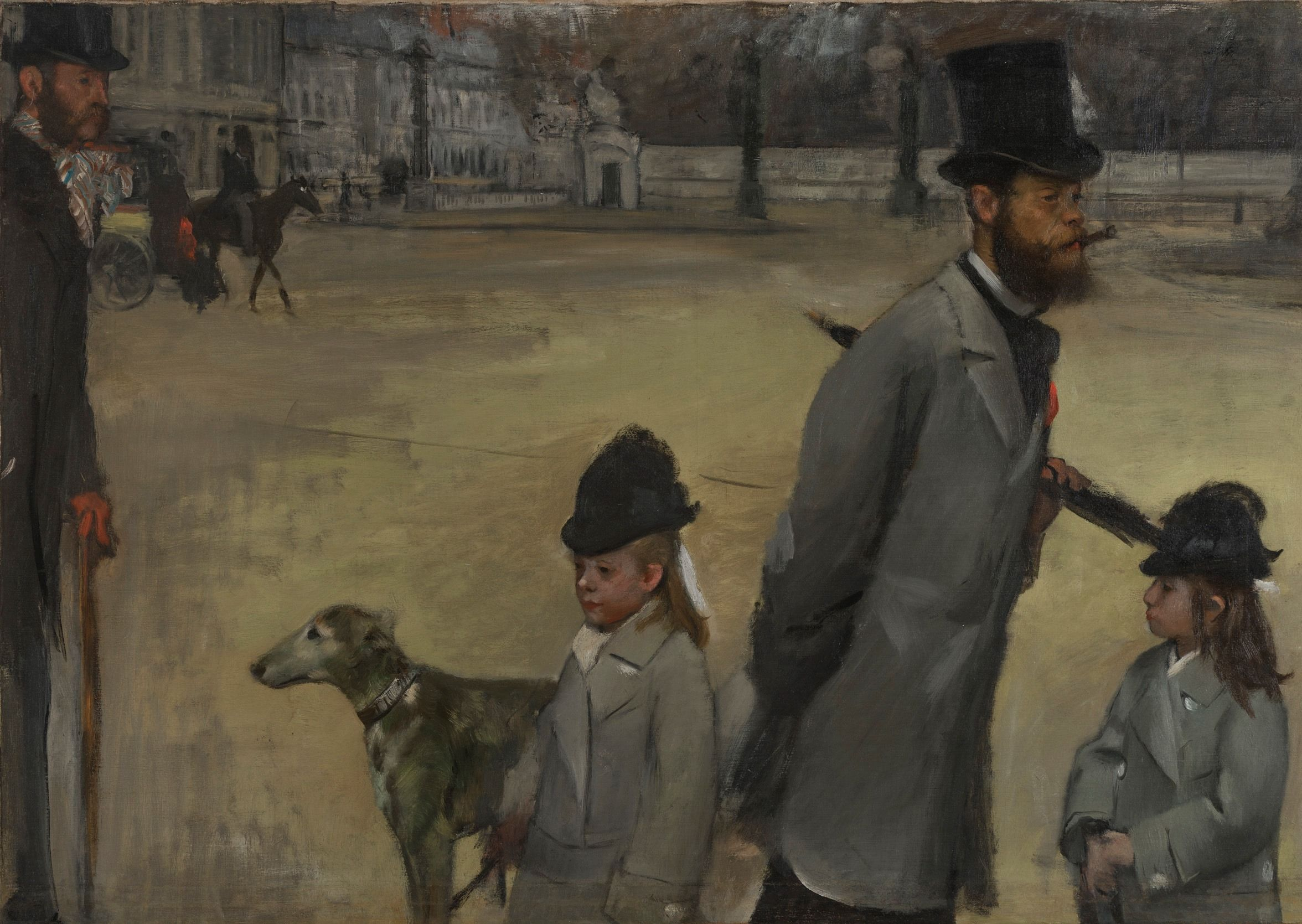
Place de la Concorde, 1876

Degas bývá zařazován mezi impresionisty; vystavoval s nimi na sedmi z osmi výstav, které pořádali. Avšak dokonalost jeho kresby a nechuť malovat v plenéru vytvořily z jeho díla jakousi alternativu k impresionismu. Paradoxní přitom je, že na jediné výstavě ve Francii, která se konala za jeho života, vystavil pastely krajin. Schopnost dokonalé kresby, která byla pro jeho styl charakteristická, získal už během studií. Pod vlivem impresionistů se po roce 1865 odklonil od klasických námětů a začal se věnovat současnosti. Na rozdíl od nich ale dával přednost práci v ateliéru – o problematiku přirozeného světla, která je fascinovala, se nezajímal. Přitahovaly ho náměty spojené se zábavou a zejména svět dostihů, kaváren, tančíren či budoárů. Degas byl zaníceným pozorovatelem lidí, zejména žen, které jsou snad nejčastějším námětem jeho obrazů. Ve studiích modistek, tanečnic, žehlířek a pradlen usiloval o naprostou objektivitu. Své modely znázorňoval v přirozených pozicích, podobně jak by je zachytil fotografický objektiv. To ho později přivedlo k vlastnímu fotografování. Pečlivé studium japonských dřevořezů ho přivedlo k experimentování s nezvyklými úhly pohledu na předměty obrazů a neobvyklou kompozicí. Patrné to je např. na pozdním obraze Skupina tanečnic, v níž jsou všechny dívky nakupené v jednom rohu místnosti. Na obraze Žena s chryzantémami z roku 1865 je model, paní Paula Valpinçonová, zcela zatlačena na pravou stranu zobrazovaného prostoru vázou s obrovskou kyticí chryzantém.

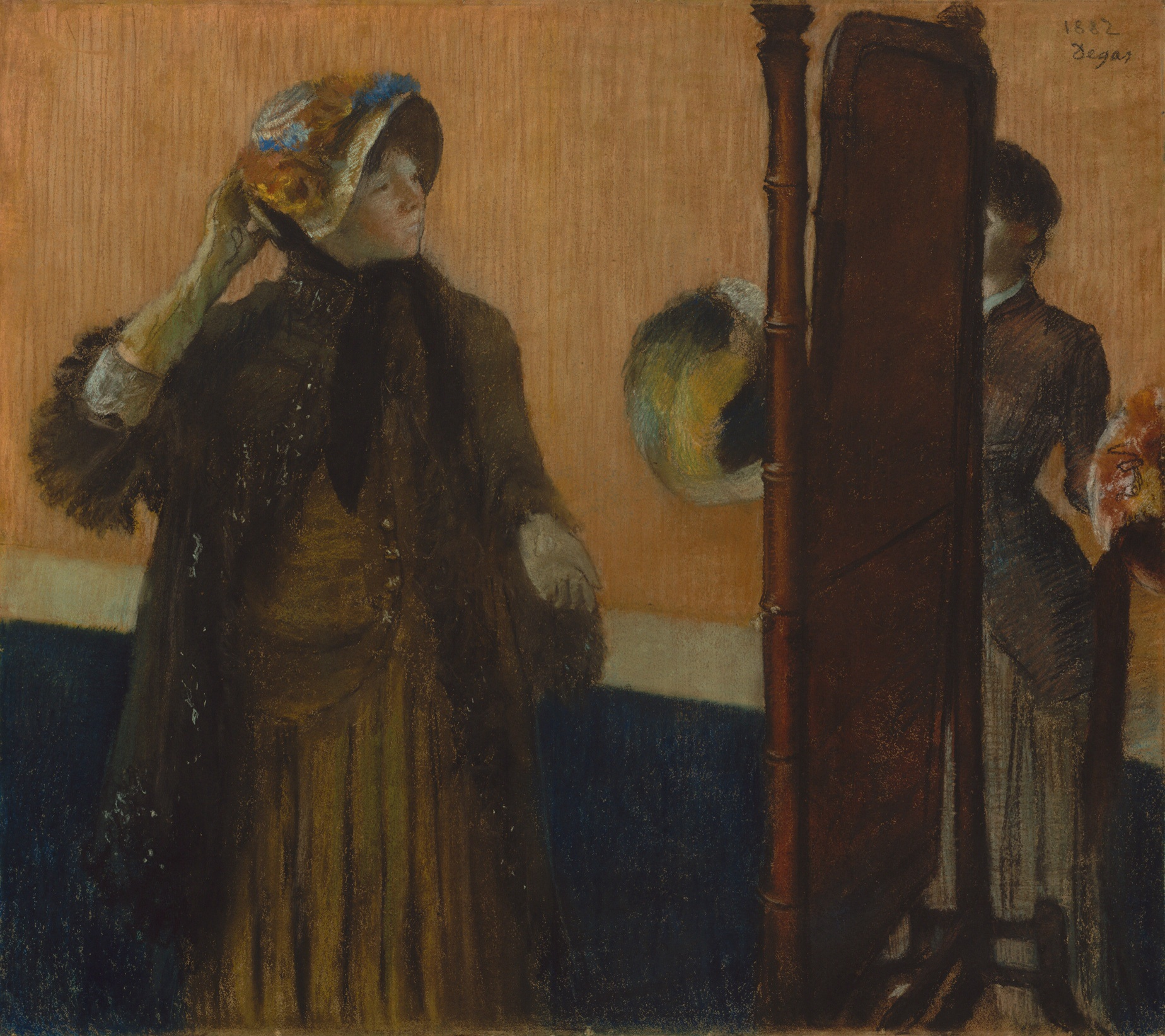
U modistky, 1882

 V 80. letech, když se jeho zrak začal postupně zhoršovat, přešel Degas k jiným médiím, které nevyžadovaly tak intenzivní vizuální aktivitu jako olejomalba: sochařství a pastelu. Stejně tak jako v malbě i v plastice zachycoval své modely v okamžiku pohybu. Jeho baletky a akty jsou ale znázorněny tak, že jejich výraz nevyzařuje žádné emoce. V pastelech používal jednoduché kompozice jen s málo postavami. Vzhledem k potížím se zrakem byl nucen používat zářivých barev a výmluvných gest svých modelů a detailní propracování linií muselo jít stranou. Přesto mají Degasovy pastely expresivitu srovnatelnou s jeho olejomalbami.
V určité míře měla velký vliv na jeho tvorbu i samota, kterou často pociťoval, a to nejen po smrti rodiny. Nikdy se neoženil; nejstálejší žena jeho života byla věrná hospodyně Zoé Closierová. Nikdy neprožil velkou, opětovanou lásku, ale pokud se jednalo o přátelství se ženami, byl k němu osud štědrý. Mezi jeho přítelkyně můžeme zařadit např. Berthe Morisotovou, Mary Cassattovou a Suzanne Valadonovou, které respektoval jako umělkyně a které on sám inspiroval.
Veřejnosti nebyl Degas příliš známý. Jeho skutečný umělecký význam byl objeven až po jeho smrti.

## Degas a Čechy
Degasovo dílo je už svou tematikou, ale i provedením příliš jedinečné na to, aby nalezlo mnoho následníků. To platí i pro Čechy. V roce 1902 uspořádal Spolek výtvarných umělců Mánes pro české malířství zásadní výstavu s názvem Moderní francouzské umění. Spolu s dalšími impresionisty zde vystavoval i Degas. Z českých malířů měl k Degasovi nejblíže zřejmě Miloš Jiránek. Publikoval o něm v časopisu Volné směry a vystopovat Degasův vliv lze i na jeho obrazech. Z Degasovy tvorby vycházel v určité fázi svého vývoje i fotograf Karel Ludwig.

## Galerie

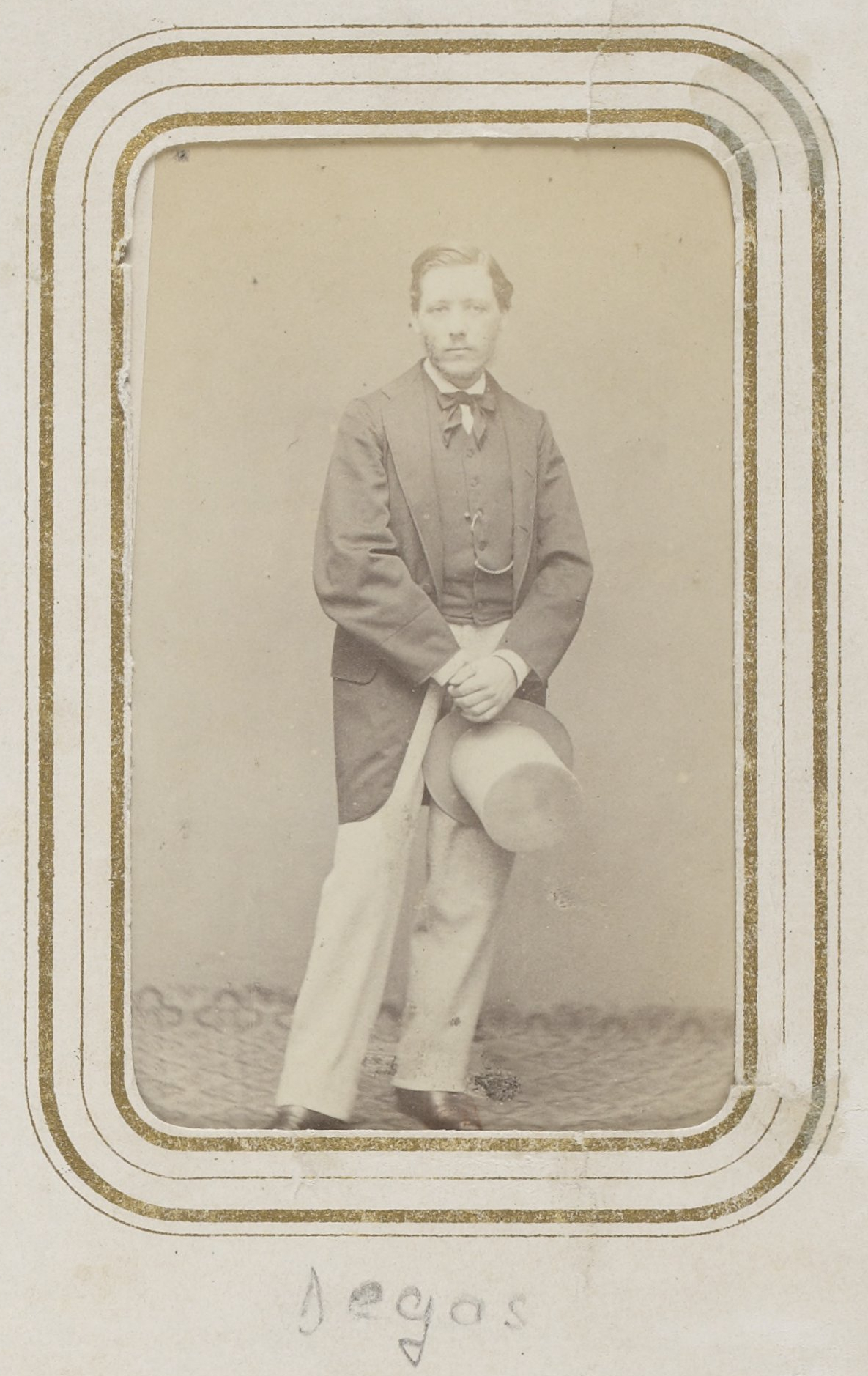
Degas v roce 1860
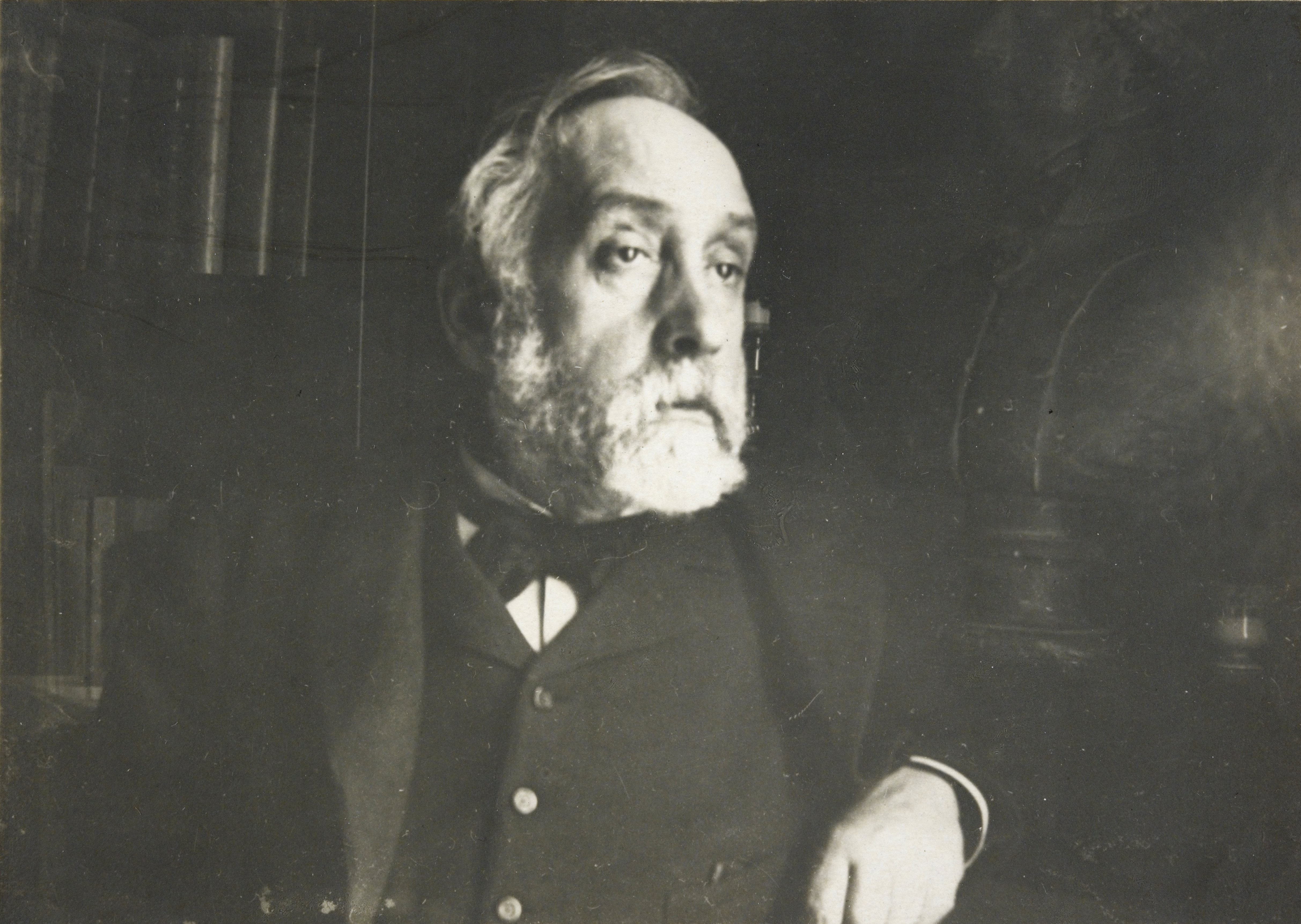
Fotografický autoportrét, pravděpodobně podzim 1895
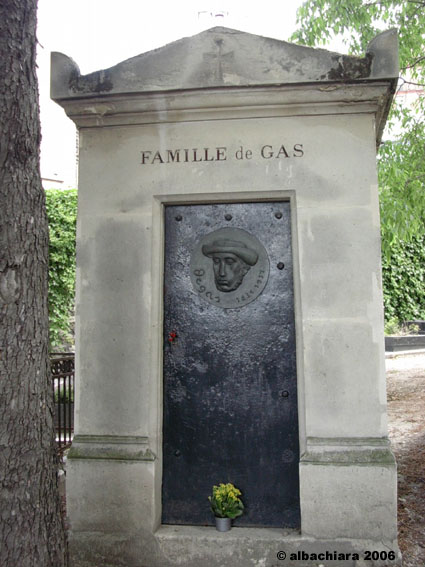
Degasův hrob na pařížském hřbitově Montmartre
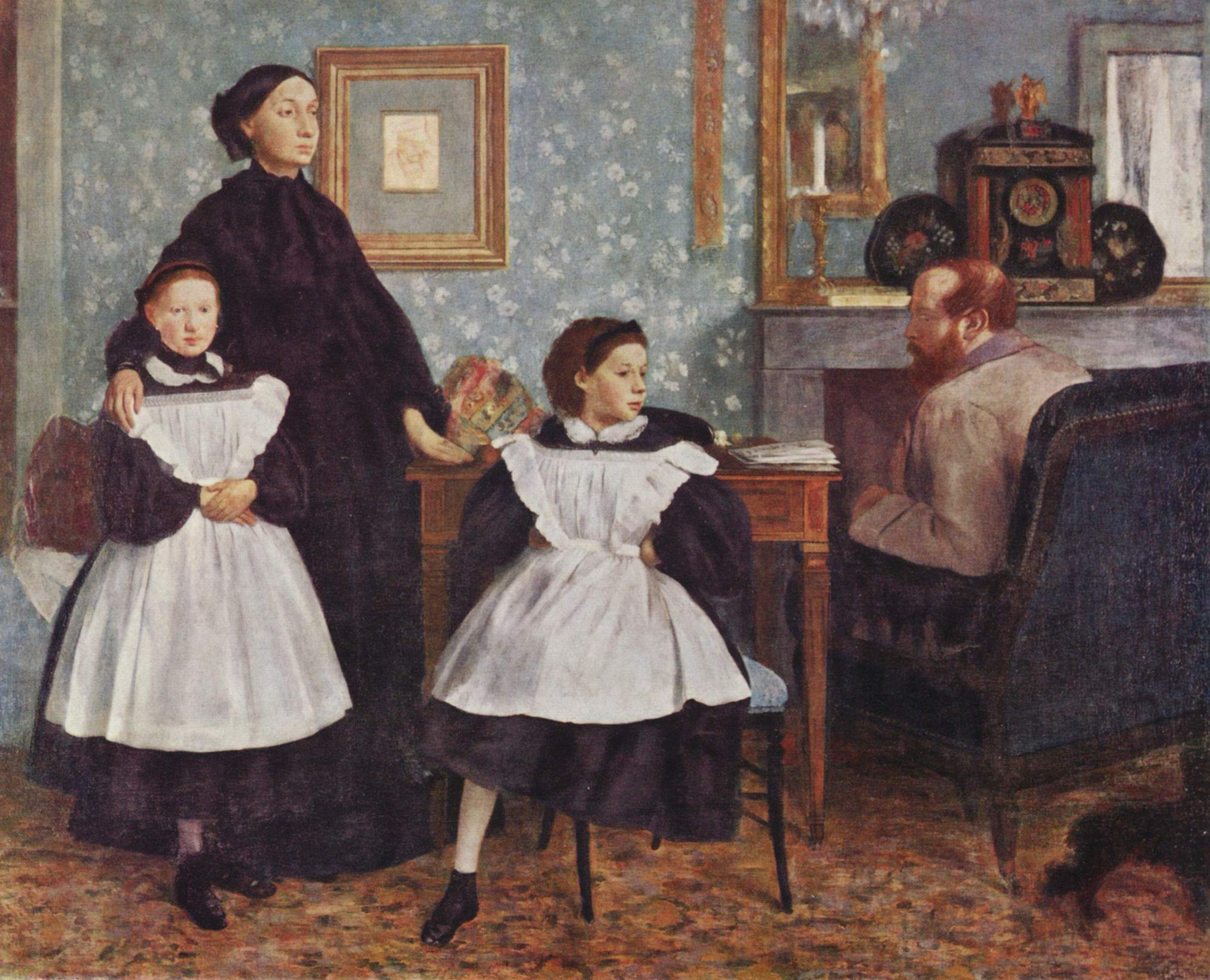
Rodina Belleliových, 1858–1867
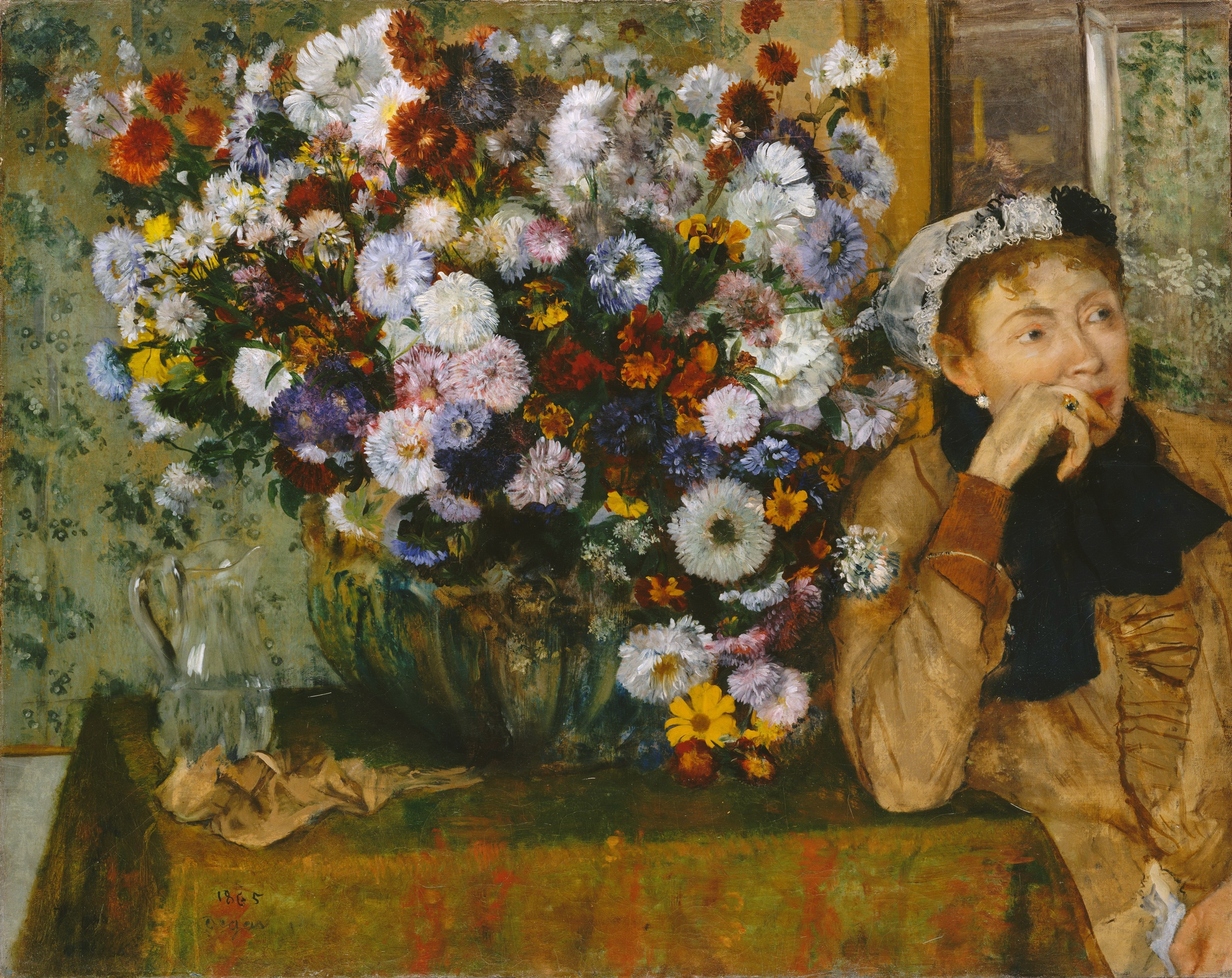
Žena s chryzantémami, 1865
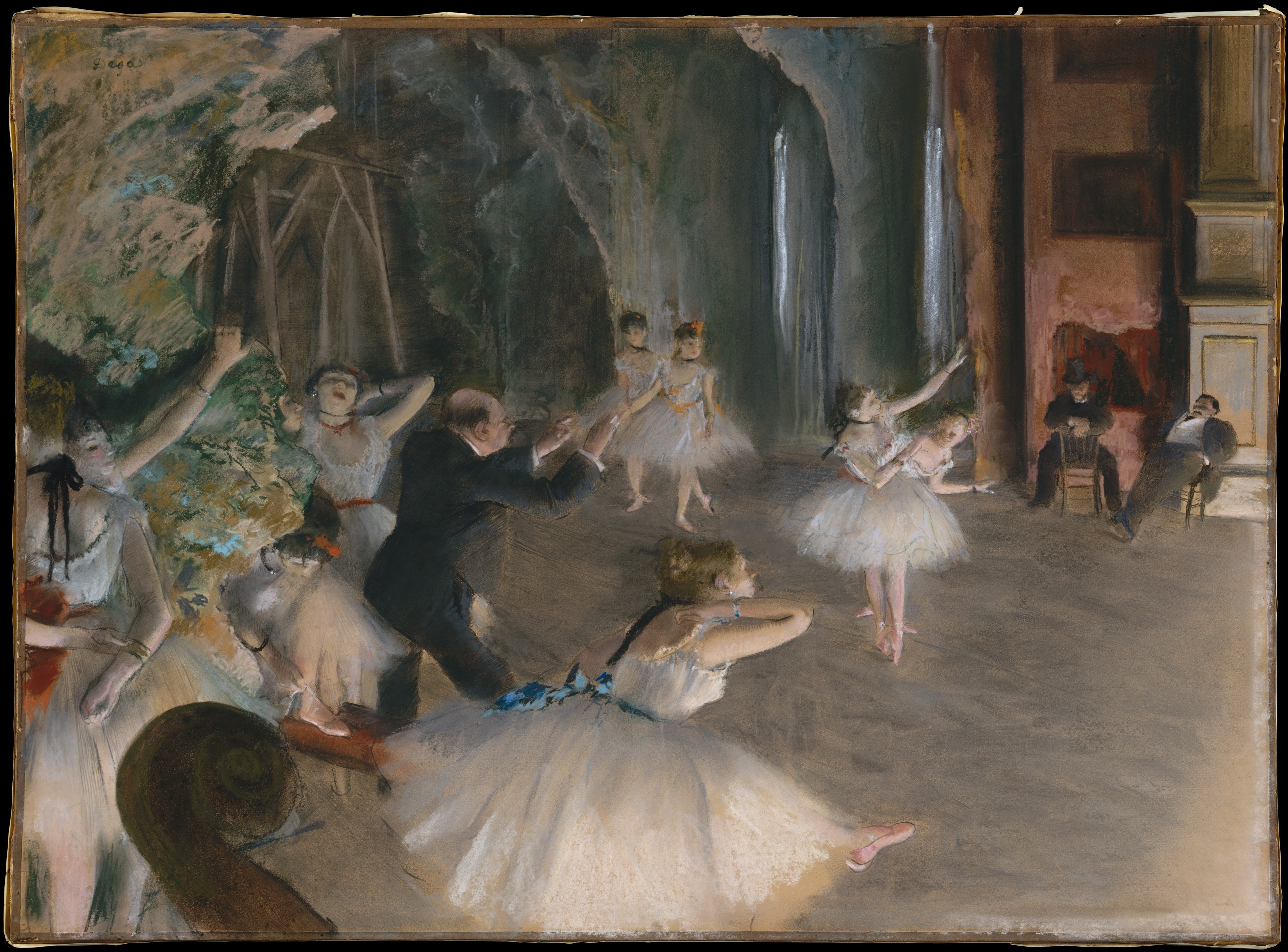
Baletní zkouška na jevišti, asi 1874
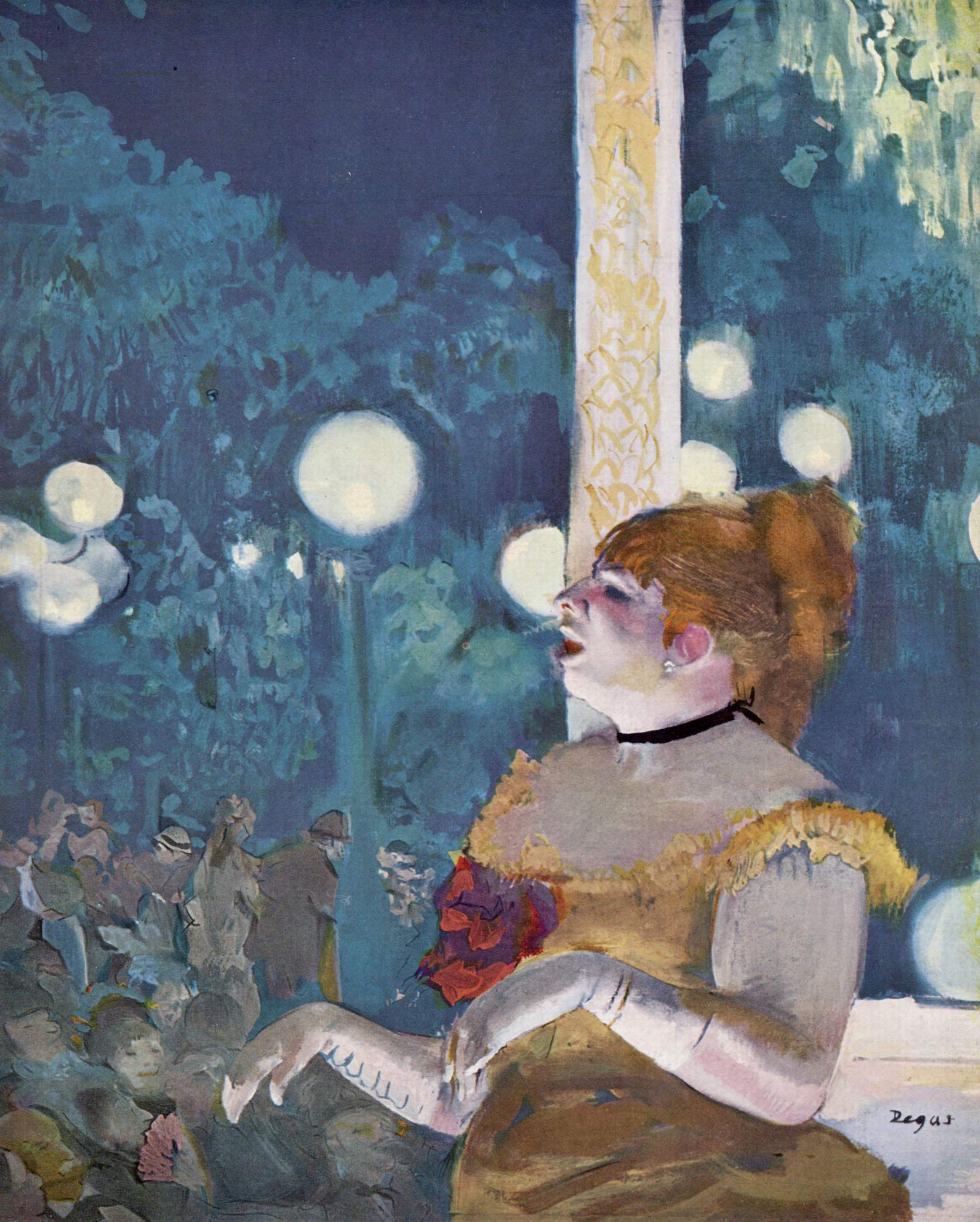
Psí píseň, kolem 1876–1877
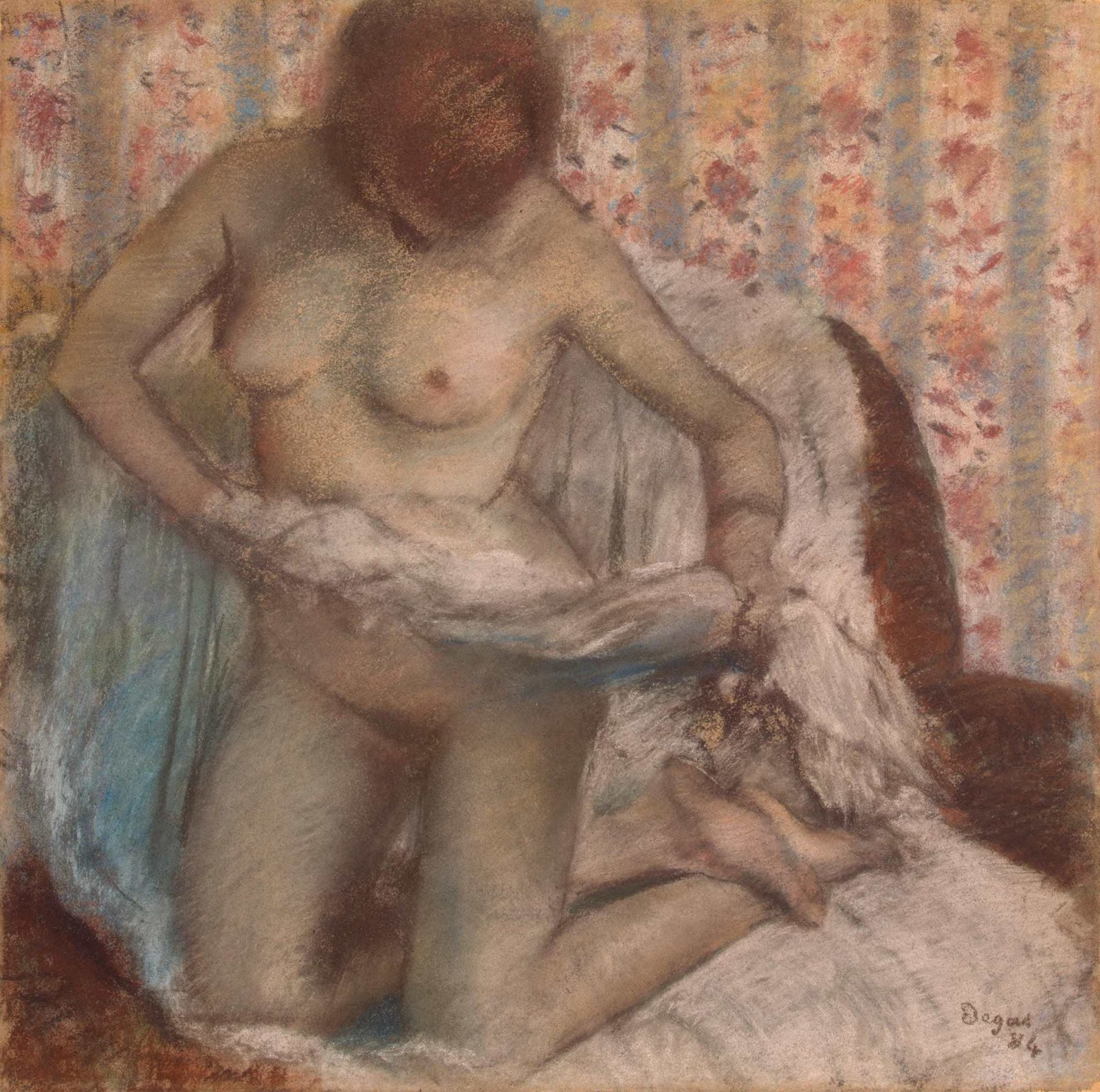
Klečící žena, pastel, 1884
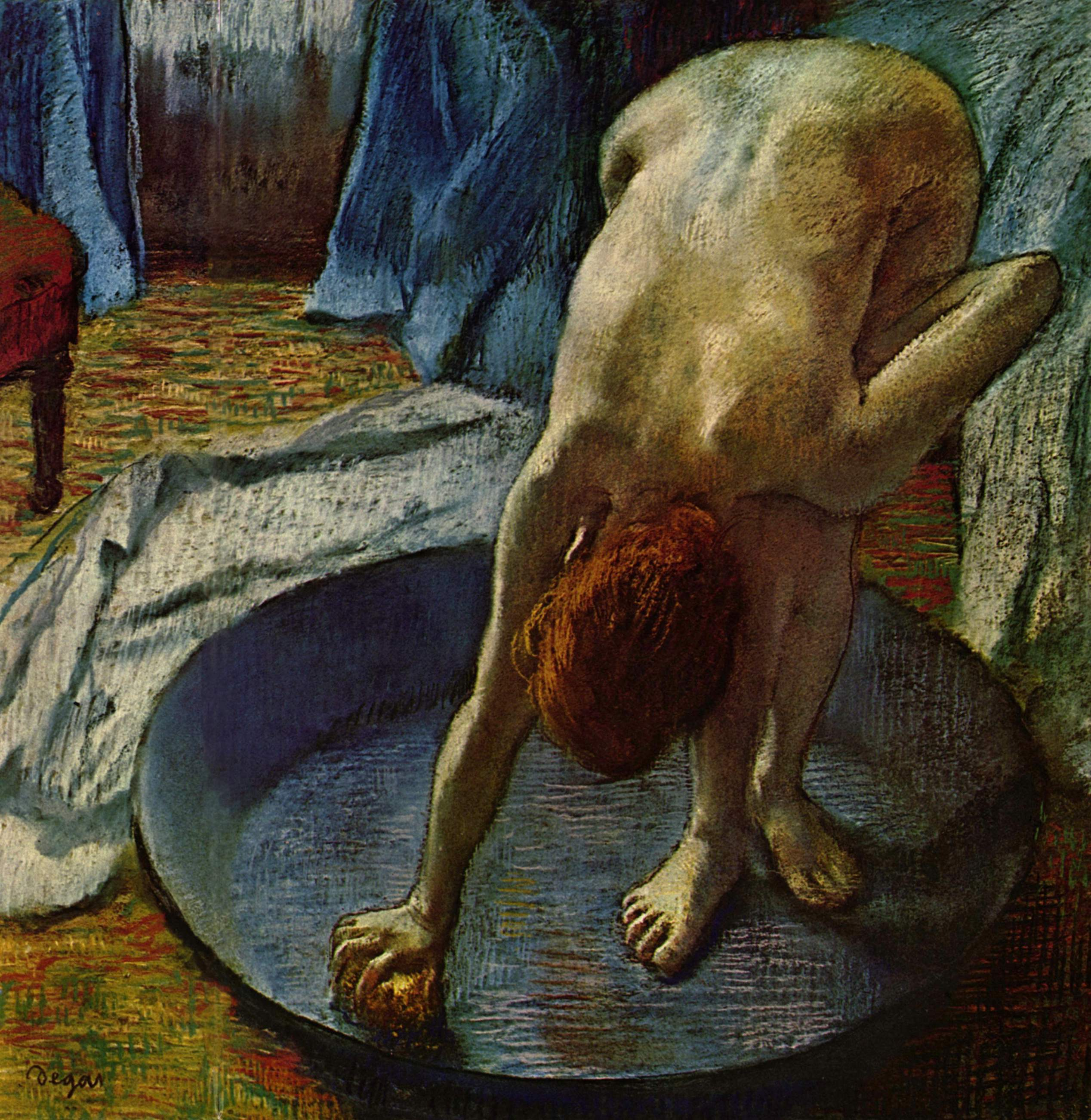
Umyvadlo, pastel, 1885–1886
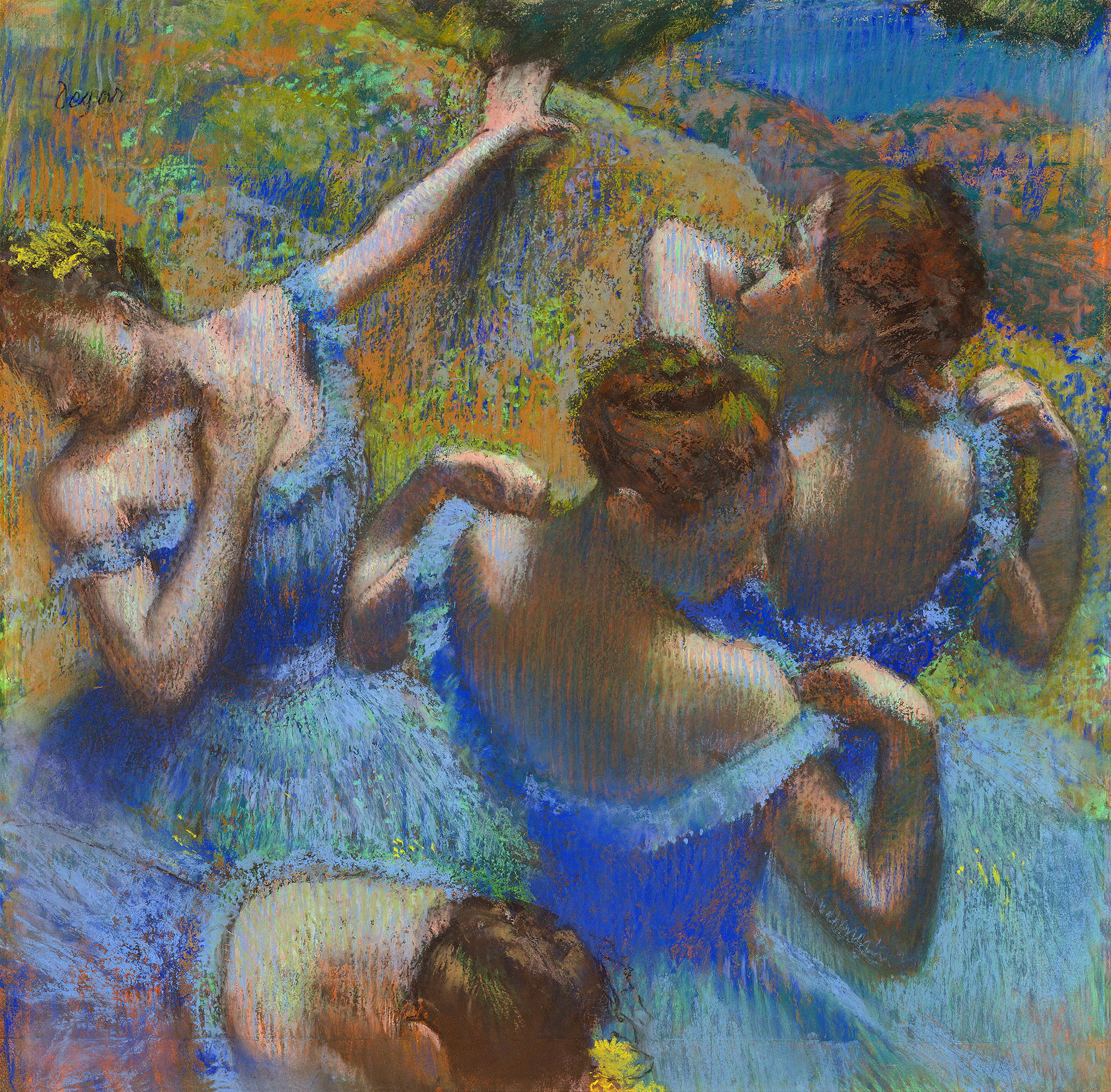
Tanečnice v modrém, kolem 1887
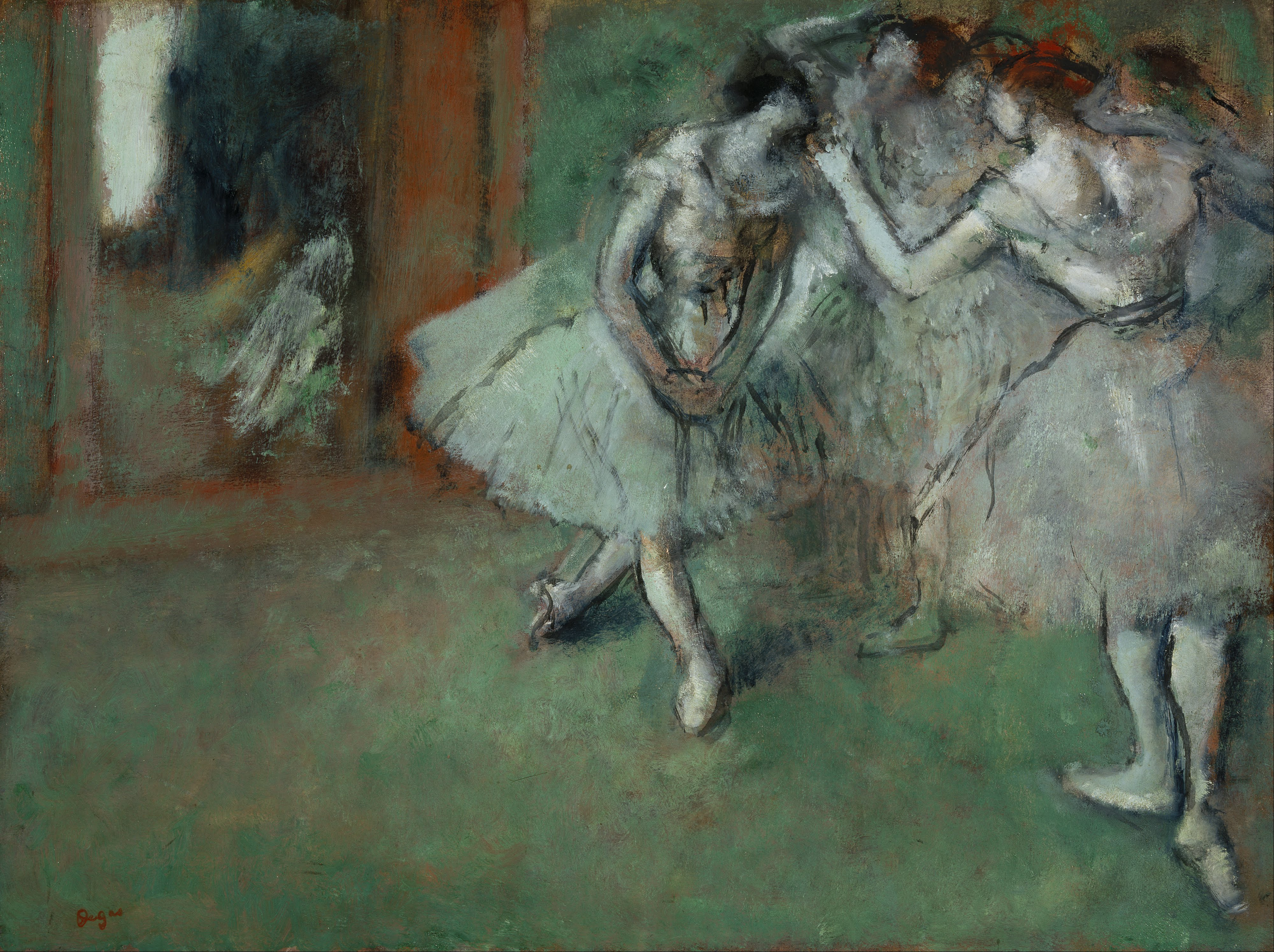
Skupina tanečnic, 1890
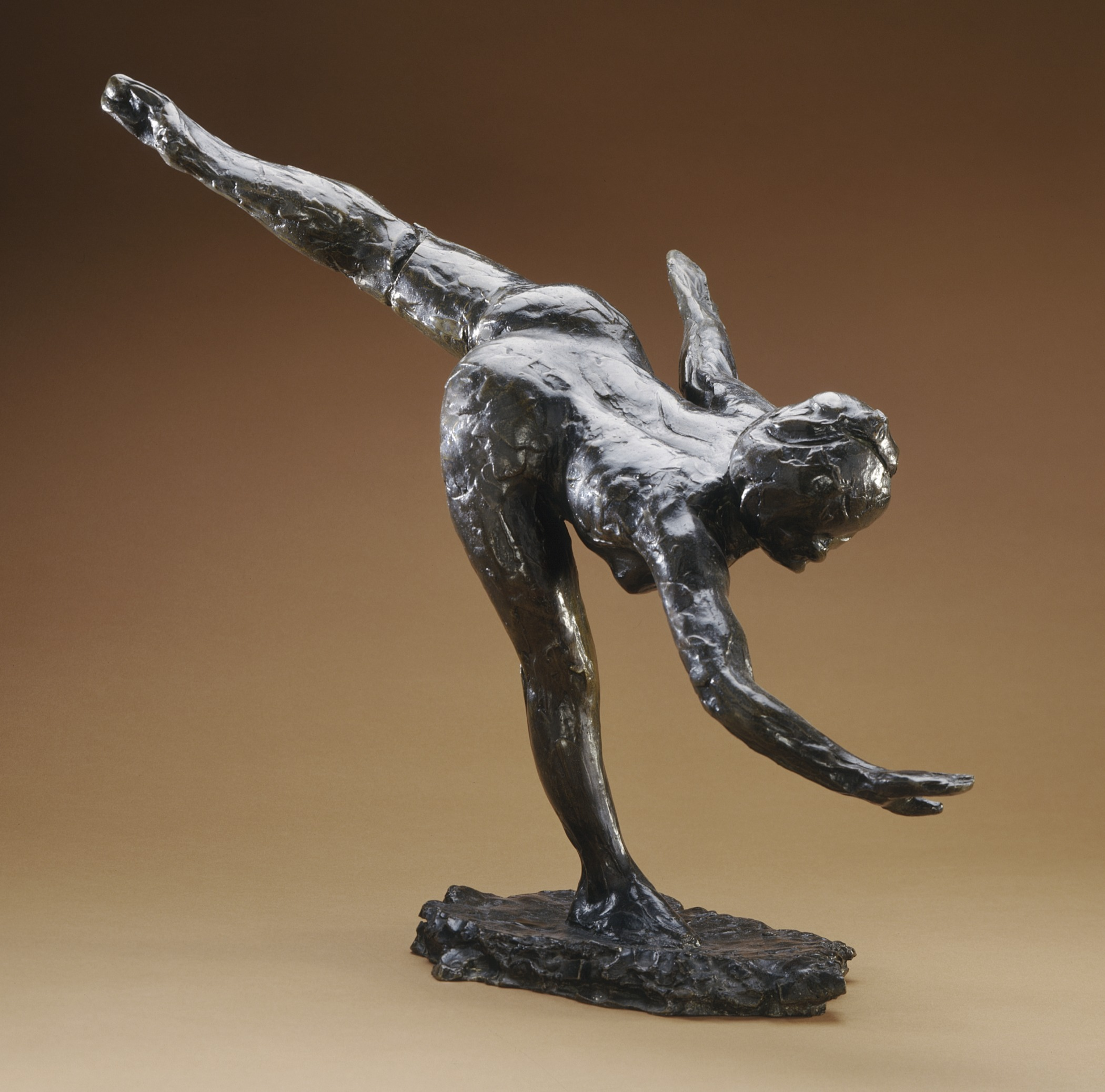
Velká arabeska, mezi 1885–1890